# Бромантан
Бромантан (англ. Bromantane), який випускається під торговою марою «Ладастен» — атиповий стимулятор центральної нервової системи й анксіолітиком із групи адамантанів, споріднених амантадину та мемантину. Препарат дозволений до медичного застосування лише в Росії для лікування неврастенії. Хоча було встановлено, що вплив бромантану залежить від дофамінергічних і, ймовірно, серотонінергічних нейромедіаторних систем, точний механізм дії бромантану невідомий, і він відрізняється своїми властивостями порівняно з типовими стимуляторами ЦНС, такими як амфетамін. Бромантан також іноді відносять до синтетичних адаптогенів.

## Ефекти

### Клінічні дослідження
Вважається, що терапевтичні ефекти бромантану при астенії розпочинаються протягом 1–3 днів. Існує думка, що комбінація стимулюючої та анксіолітичної активності може надати бромантану особливу ефективність у лікуванні астенії.
У широкомасштабному багатоцентровому клінічному дослідженні 728 пацієнтів з діагностованою астенією в Росії бромантан отримували протягом 28 днів у добовій дозі 50 мг або 100 мг. Дослідження завершилося оцінкою враження 76,0 % за глобальним клінічним впливом CGI-S і 90,8 % за CGI-I для бромантану, що вказувало на його широке застосування та високу ефективність. Терапевтичний ефект проти астенії спостерігався через місяць після припинення прийому препарату. 3 % пацієнтів відчували побічні ефекти препарату; хоча жоден з них не вважався серйозним; і 0,8 % пацієнтів припинили лікування через побічні ефекти. Було також відзначено, що бромантан нормалізує циркадні ритми.

### Психотропні ефекти
Бромантан описується переважно як легкий стимулятор і анксіолітик. Існує думка, що він має антиастенічні властивості. Повідомлено, що бромантан покращує фізичну та розумову працездатність, тому його можна вважати препаратом, що підвищує продуктивність.
Встановлено, що бромантан знижує рівні прозапальних цитокінів інтерлейкіну-6, інтерлейкіну-17 та інтерлейкіну-4 і нормалізує поведінку на моделях депресії на тваринах, і може мати клінічну ефективність як антидепресант. Також було встановлено, що препарат підвищує сексуальну сприйнятливість і сприйнятливість у щурів обох статей, що пояснюється його дофамінергічною активністю. Висловлено припущення, що бромантан також може пригнічувати рівень пролактину завдяки своїм дофамінергічним властивостям. Було виявлено, що бромантан посилює стереотипні відчуття, спричинені амфетаміном in vivo, що свідчить про те, що він може посилювати певні ефекти інших стимуляторів. Стимулююча дія бромантану настає поступово протягом 1,5–2 годин і триває 8–12 годин при пероральному прийомі.

## Фармакологія

### Фармакодинаміка

#### Посилення синтезу дофаміну
Хоча бромантан часто позначають як стимулятор, його фармакологія та ефекти відрізняються від типових стимуляторів, таких як фенетиламіни (наприклад, амфетамін та його похідні) та їх структурні аналоги (наприклад, метилфенідат, кокаїн, мезокарб тощо). У той час як останні безпосередньо діють на транспортер дофаміну, щоб пригнічувати зворотне захоплення та/або індукувати вивільнення дофаміну, бромантан натомість діє через непрямі геномні механізми, щоб спричинити швидку, виражену та тривалу регуляцію в різних областях мозку експресії тирозингідроксилази та ароматичної L-декарбоксилази амінокислот (також відома як ДОФА-декарбоксилаза), ключові ферменти в шляху біосинтезу дофаміну. Зокрема, разова доза бромантану викликає 2-2,5-кратне збільшення експресії тирозингідроксилази в гіпоталамусі щурів через 1,5-2 години після введення. Біосинтез і вивільнення дофаміну згодом збільшуються в тісній кореляції з підвищенням регуляції тирозингідроксилази і ДОФА-декарбоксилази. Посилення дофамінергічної нейротрансмісії при цьому спостерігається в гіпоталамусі, смугастому тілі, вентральній області покришки, прилеглому ядрі та інших областях. Таким чином, ключовим механізмом фармакологічної активності та психостимулюючої дії бромантану є активація синтезу дофаміну за допомогою модуляції експресії генів.
Бромантан добре переноситься, та спричинює невелику кількість побічних ефектів (включаючи периферичні симпатоміметичні ефекти та гіперстимуляцію), не спричинює толерантності чи залежності, не пов'язаний із симптомами відміни після припинення прийому та не викликає звикання, на відміну від типових стимуляторів. Згідно з даними досліджень, тварини, яким вводили бромантан протягом тривалого часу, не мали ознак толерантності чи залежності.
Точний прямий молекулярний механізм дії, за допомогою якого бромантан в кінцевому підсумку діє як підсилювач синтезу дофаміну, невідомий. Проте було визначено, що активація певних цАМФ-, Ca2+- і фосфоліпід-залежних протеїнкіназ, таких як протеїнкіназа А і особливо протеїнкіназа С, відповідає прояву фармакологічних ефектів бромантану. Бромантан може активувати внутрішньоклітинні сигнальні каскади за допомогою певного механізму (наприклад, активуючи якийсь ще невизначений рецептор), щоб, у свою чергу, активувати протеїнкінази, які, у свою чергу, спричиняють підвищену транскрипцію тирозингідроксилази і ДОФА-декарбоксилази.
Споріднені препарати амантадин і мемантин також мають багато властивостей, подібних до властивостей бромантану. Дослідники виявили, що амантадин і мемантин зв'язуються з рецептором σ1 і діють як агоністи (K i = 7,44 мкМ і 2,60 мкМ відповідно), і що активація рецептора σ1 бере участь у центральних дофамінергічних ефектах амантадину в терапевтично відповідних концентраціях. Автори дослідження заявили, що це також може бути механізмом дії бромантану, оскільки він належить до однієї родини структурно споріднених сполук, і дані свідчать про роль дофаміну в його ефектах. Але це також можна розглядати як доказ протилежного, оскільки ефект бромантану значно відрізняється від амантадину та мемантину.

#### Інгібування зворотного захоплення моноамінів
Раніше вважалося, що бромантан діє як інгібітор зворотного захоплення серотоніну та дофаміну. Хоча бромантан може пригнічувати зворотне захоплення серотоніну, дофаміну та, меншою мірою, норадреналіну in vitro в тканині мозку щурів, концентрації, необхідні для цього, надзвичайно високі (50–500 мкМ) і, ймовірно, не мають клінічного значення. Хоча одне дослідження виявило IC50 для транспорту дофаміну 3,56 мкМ, порівняно з 28,66 нМ для мезокарбу; на відміну від цього, жоден препарат не впливав на транспорт серотоніну в досліджуваних концентраціях. Відсутність типових ефектів, подібних до стимуляторів, і побічних ефектів, які спостерігаються у бромантану, може допомогти підтвердити думку про те, що він не діє значною мірою як інгібітор зворотного захоплення моноамінів, а скоріше через інший механізм.

#### Інша дія
Встановлено, що бромантан збільшує експресію нейротрофінів, включаючи нейротрофічний фактор мозку та фактор росту нервів у певних областях мозку щурів.
Хоча це не має значення в клінічних дозах, було виявлено, що бромантан спричинює антихолінергічні ефекти, включаючи як антимускаринову, так і антинікотинову дії, у дуже високих дозах у тварин, і ці ефекти є причиною його токсичності у тварин.

### Фармакокінетика
Бромантан використовується у клінічній практиці в дозах від 50 мг до 100 мг на день для лікування астенії. Основним метаболітом бромантану є 6β-гідроксибромантан.

## Хімічні властивості
Бромантан є похідним адамантану. Він також відомий як адамантилбромфеніламін, від чого і походить його назва. Близько спорідненими адамантанами з подібними ефектами є адапромін, амантадин, хлодантан , глудантан, мемантин і римантадин.

### Синтез

Патенти: 57 %:

Відновне амінування Адамантаноном [700-58-3] і 4-броманіліном [106-40-1] у присутності мурашиної кислоти дало бромантан (3).

## Історія
У 1960-х роках похідне адамантану амантадин (1-аміноадамантан) був розроблений як противірусний препарат для лікування грипу. Згодом з'явилися інші адамантанові противірусні засоби, такі як римантадин (1-(1-аміноетил)адамантан) і адапромін (1-(1-амінопропіл)адамантан). У 1969 році випадково було виявлено, що амантадин має властивості центрального дофамінергічного стимулятора, а подальше дослідження показало, що римантадин і адапромін також мають такі властивості. Амантадин був розроблений і представлений для лікування хвороби Паркінсона завдяки його здатності підвищувати рівень дофаміну в мозку. З того часу він також використовувався для полегшення втоми при розсіяному склерозі.
З огляду на дофамінергічні стимулюючі ефекти похідних адамантану, бромантан, який є 2-(4-бромфеніламіно)-адамантаном, був розроблений у 1980-х роках у Державному фармакологічному інституті імені Закусова АМН СРСР (нині Російська академія медичних наук) у Москві як «лікарський засіб, що володіє психоактивуючими та адаптогенними властивостями в складних умовах (гіпоксія, висока температура навколишнього середовища, фізична перевтома, емоційне напруження тощо)». Було виявлено, що він справляє більш виражений і тривалий стимулюючий ефект, ніж інші адамантани, і його почали використовувати. Препарат, зокрема, давали солдатам радянської та російської армії, щоб «скоротити час відновлення після сильного фізичного навантаження». Після розпаду СРСР в 1991 році бромантан продовжували досліджувати та характеризувати, але в основному його використання було обмежено спортивною медициною (наприклад, для підвищення спортивних результатів). У 1996 році бромантан використовувався як засіб для допінгу на літніх Олімпійських іграх 1996 року, коли кілька російських спортсменів дали позитивний результат на нього, і згодом у 1997 році Всесвітнє антидопінгове агентство внесло бромантан до списку заборонених засобів як стимулятор і маскувальний агент.
У 2005 році бромантан розпочали використовувати для лікування неврастенії. Він продемонстрував ефективність і безпеку при лікуванні неврастенії в широкомасштабних клінічних дослідженнях, і був схвалений до застосування для цього показання в Росії під торговою маркою «Ладастен» у 2009 році.